# Trisetum pringlei
Trisetum pringlei är en gräsart som först beskrevs av William James Beal, och fick sitt nu gällande namn av Albert Spear Hitchcock. Trisetum pringlei ingår i släktet glanshavren, och familjen gräs. Inga underarter finns listade i Catalogue of Life.